# Римокатоличко гробље Рабић
Римокатоличко гробље Рабић је национални споменик Босне и Херцеговине. Заштићена гробљанска целина налази се у Дервенти, на северу Републике Српске и простире се на површини од 3,92 хектара. Не постоји тачни подаци о времену настанка гробља али је познато да је гробље било у функцији средином 19. века.

## Локација добра
Римокатоличко гробље Рабић налази се надомак магистралног пута Сарајево – Брод. Са североисточне стране окружује га раскрсница обилазнице око Дервенте. На југоисточној страни, гробљанске парцеле простиру се до војног објекта. Поред католичког гробља, налазило се јеврејско гробље које је раздвајао локални пут за село Летиму. Према писаним подацима, јеврејско гробље је настало 1884. године и било је у функцији до 1941. године, и сматрало се за једно од најлепших у овој општини. Последњи трагови јерврејског гробља нестали су крајем седамдесетих година 20 века.

## Опис добра
Не постоје поуздани подаци колико је римокатоличко гробље у Дервенти старо. Према расположивим документима, поуздано се зна да је гробље било у функцији половином 19. века.. Верује се да је отварање гробља повезано са насељавањем католичког становништва из Љубушког и Травничког краја.
На половини гробља налазила се централна стаза са гробном капелом која данас није сачувана. Капела је била уздигнута на бетонски плато. Стари споменици из 19. века доминирају јужно од центра гробља. Карактеристични су по свом изгледу. Достижу висину до 1 метра и у облику су стеле са лучним завршетком. Украси на овим споменицима су израђени у плитком рељефу. На неким споменицима, рељефима у форми мушких бркова и двеју полулопти означена су мушка, односно женска гробна места. У северном делу гробља, махом се налазе споменици из 20. века.
На већем делу гробља посађено је дрвеће међу којима доминира липа. Само новији део северног дела гробља није пошумљен. Стара стабла и велика количина лишћа и растиња угрожавају многе споменике који су почели да тону.

## Степен заштите
Римокатолички жупни уред из Дервенте је јануара 2003. године поднео предлог Комисији за очување националних споменика Босне и Херцеговине да се Римокатоличко гробље Рабић прогласи за национални споменик. Крајем године, комисија је на свом заседању донела позитивну одлуку.